# Gouvernement Vervoort II
Pour les articles homonymes, voir Gouvernement Vervoort.
Gouvernement de la Région de Bruxelles-Capitale
Vervoort I Vervoort III
Le Gouvernement Vervoort II est le gouvernement de la Région de Bruxelles-Capitale, en Belgique, dirigé par le socialiste Rudi Vervoort et formé par une coalition de six partis : le Parti socialiste (PS), le Centre démocrate humaniste (cdH) et DéFI (ex-FDF), côté francophone, des chrétiens-démocrates (CD&V), des libéraux (Open VLD) et des socialistes (sp.a), côté néerlandophone.
Ce gouvernement a été institué le 20 juillet 2014 et succède au Gouvernement Vervoort I, à la suite des élections régionales belges de 2014 du 25 mai 2014.

## Formation du gouvernement
À la suite des élections régionales du 25 mai 2014, marquées principalement par une chute d'Ecolo et par une progression du FDF, le Parti socialiste, du côté francophone, et l'Open VLD, du côté néerlandophones, vainqueurs dans leur communauté à Bruxelles, prennent l'initiative de former une majorité. Guy Vanhengel, chef de file de l'Open VLD dans la capitale est chargé de former une coalition du côté néerlandophone, dès le 27 mai . Côté francophone, Laurette Onkelinx, présidente de fédération bruxelloise du PS entame ses consultations le 30 mai.  Le 5 juin, les deux formateurs annoncent les partis qui négocieront un accord de gouvernement : le PS, le cdH et le FDF, côté francophone, et l'Open VLD, le sp.a et le CD&V, du côté néerlandophone. Le FDF n'ayant pas voté la dernière réforme de l'État, l'Open VLD et le CD&V demandent des garanties de la part des fédéralistes francophones, qui seront bien vite données.  Les négociations entre les 6 partis, menées par Laurette Onkelinx, débouchent sur un accord de gouvernement, le 14 juillet.

## Composition du Gouvernement[9]
Le gouvernement est composé, comme le prévoit la constitution, de 2 ministres francophones et de 2 ministres néerlandophones, en plus du Ministre-Président. Le gouvernement est paritaire, il compte 4 hommes et 4 femmes.  Quatre des 6 partis ont décidé de nommer ministre leur tête de liste à la région bruxelloise, à l'exception du cdH et du CD&V, qui ont nommé des ministres qui se présentaient à un autre niveau de pouvoir (Céline Frémault se présentait à la Chambre de représentants et Bianca Debaets se présentait au Parlement flamand). 
| Fonction | Titulaire | Titulaire               | Titulaire       | Parti    |
| --- | --------- | ----------------------- | --------------- | -------- |
| Ministre-président Pouvoirs locaux, Développement territorial, Politique de la Ville, Monuments et Sites, Affaires étudiantes, Tourisme, Fonction publique, Recherche scientifique et de la Propreté publique À la CoCoF : la Cohésion sociale et le Tourisme.                     |           | Rudi Vervoort en 2015   | Rudi Vervoort   | PS       |
| Ministre Finances, Budget, Relations extérieures et Coopération au Développement |           | Guy Vanhengel en 2010   | Guy Vanhengel   | Open Vld |
| Ministre Emploi, Économie, Lutte contre l'Incendie et Aide médicale urgente |           | Didier Gosuin           | Didier Gosuin   | DéFI     |
| Ministre Mobilité et Travaux publics |           | Pascal Smet             | Pascal Smet     | sp.a     |
| Ministre Logement, Qualité de vie, Environnement et Énergie |           | Céline Fremault en 2012 | Céline Fremault | cdH      |
| Secrétaire d'État Collecte et Traitement des déchets, Recherche scientifique, Infrastructures sportives communales et à la Fonction publique À la CoCoF : Ministre-présidente, chargée de l'Enseignement, du Transport scolaire, des Crèches, du Sport, de la Culture et du Budget |           | Fadila Laanan en 2012   | Fadila Laanan   | PS       |
| Secrétaire d'État Commerce extérieur, Lutte contre l'incendie et Aide médicale urgente |           | Cécile Jodogne en 2014  | Cécile Jodogne  | DéFI     |
| Secrétaire d'État Coopération au développement, Sécurité routière, Informatique régionale et communale et Transition numérique, Égalité des Chances et Bien-être animal |           | Bianca Debaets en 2014  | Bianca Debaets  | CD&V     |